# DoAdo
DoAdo est une collection de romans pour les adolescent(e)s des éditions du Rouergue.

## Histoire
La collection naît d'abord sans titre quand les éditions du Rouergue publient les premiers romans de Guillaume Guéraud, à partir de 1998-1999. La collection ne prend son nom qu'en 2001 (d'abord sous la forme Do a do), sous la direction de Sophie Gracia,. La collection publie depuis les textes de nouveaux auteurs destinés à un lectorat adolescent.
Il existe les sous-collections DoAdo Monde, DoAdo Noir et DoAdao Image.
En 2025, plus de 150 titres ont été publiés dans la collection.

## Quelques titres
- Florence Aubry, Le Garçon talisman (DoAdo noir)
- André Benchetrit, Vendeur de cauchemars (DoAdo noir)
- Michael Coleman, Barjo (DoAdo noir)
- Rachel Corenblit, Shalom salam maintenant (DoAdo monde)
- Alex Cousseau, Sanguine
- Sylvie Deshors, Douce nuit, minus ! (DoAdo noir)
- Benjamin Desmares, Des poings dans le ventre (DoAdo noir) - Pépite 2017 du Salon du livre et de la presse jeunesse de Montreuil, catégorie Roman[6]
- Bertrand Ferrier, Happy End
- Élise Fontenaille, Chasseur d'orages
- Guillaume Guéraud, Chassé-croisé
- Guillaume Guéraud, Je mourrai pas gibier (DoAdo noir)
- Béatrice Hammer, Qui vous savez
- Sébastien Joanniez, Terminus Noël
- Ahmed Kalouaz, Je préfère qu'ils me croient mort (DoAdo monde)
- Claire-Lise Marguier, Le faire ou mourir
- Bart Moeyaert, Embrasse-moi
- Anne Percin, Comment (bien) rater ses vacances
- Stéphane Servant, Souviens-toi de la lune (2010) (DoAdo noir) ; Le Cœur des louves (2013) (DoAdo) ;  La Langue des bêtes (2015) (DoAdo)
- Arnaud Tiercelin, Entre deux rafales
- Hélène Vignal, Zarbi

## Prix et distinctions
Plusieurs romans de la collection ont été récompensés par des prix littéraires jeunesse, dont le Prix Sorcières 2007 (pour Je mourrai pas gibier de Guillaume Guéraud), le Prix Farniente 2015 (pour  Le cœur des louves de Stéphane Servant), le Prix Réal  en 2019 (pour Uppercut d'Ahmed Kalouaz), le Prix Livrentête en 2019 (pour Dix de Marine Carteron) ou le Prix Cendres en 2022  (pour Les mésanges, tome 1 : Abi d'Audrey Bischoff).